# Johann Ludwig Würffel

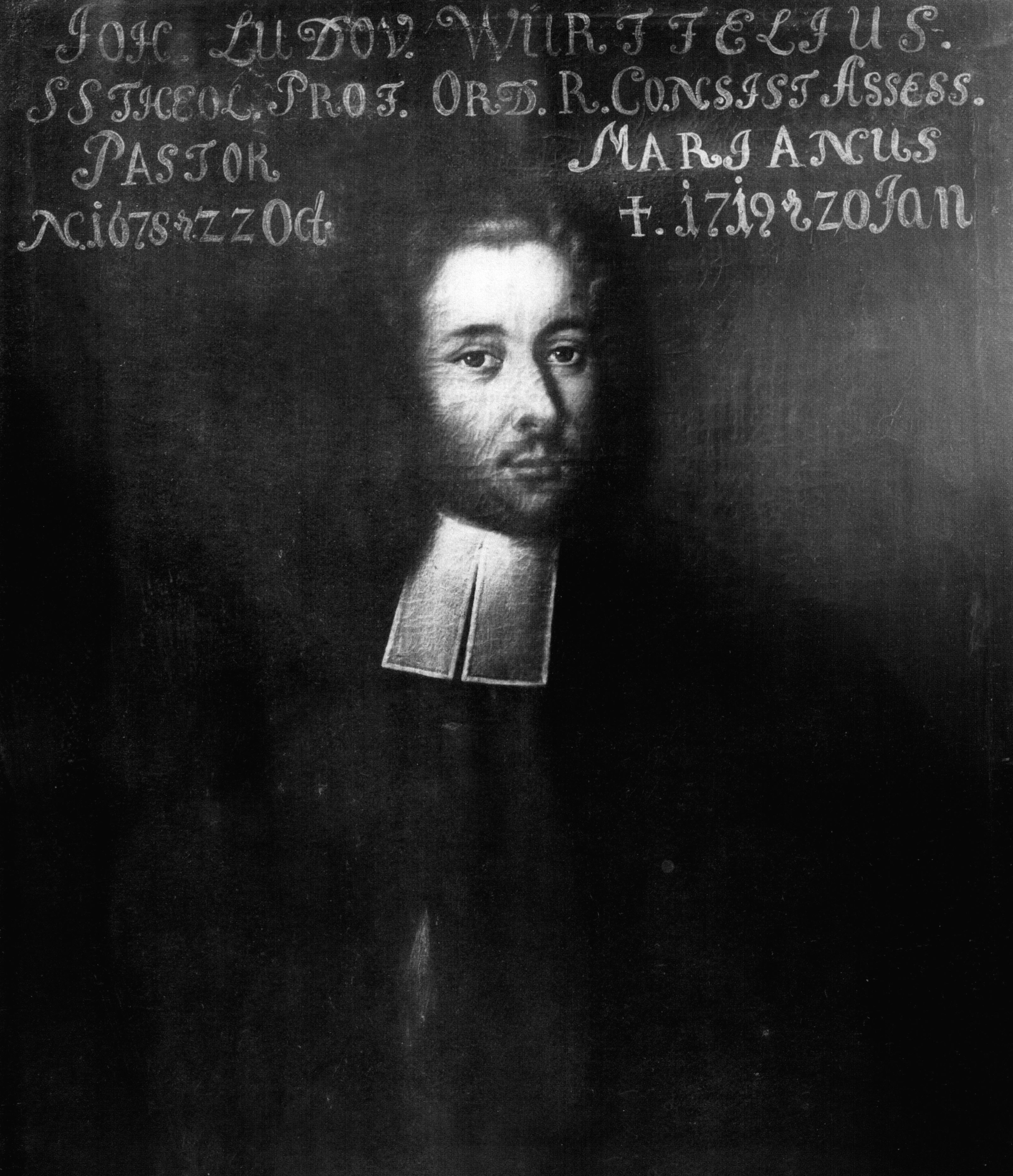
Johann Ludwig Würffel

Johann Ludwig Würffel (* 12. Oktober 1678 in Greifswald; † 29. Januar 1719 ebenda) war ein deutscher evangelischer Theologe, Feldprediger und Professor.

## Leben
Der Sohn des Greifswalder Universitäts- und Stadtmusikers Johannes (Jeremias) Würffel und dessen Frau Elisabeth, einer Tochter des Theologen Jacob Henning, wurde in seiner Kindheit von Ärzten für blind erklärt, so dass er seinen Schulbesuch abbrechen musste. Johann Ludwig Würffel widmete sich daher zunächst der Musik, insbesondere dem Orgelspiel. Er wurde Organist im Dom St. Nikolai und beaufsichtigte die Orgeln der anderen Kirchen.
Auf Wunsch seiner Mutter erhielt er ab 1693 durch Privatlehrer seine weitere Bildung, so dass er 1697 an der Universität Greifswald ein Theologiestudium aufnehmen konnte. 1702 setzte er seine Studien nach einer Bildungsreise, die ihn über Stettin, Berlin, Halle und Dresden führte, an der Universität Wittenberg fort. 1703 kehrte er über Magdeburg, Braunschweig, Hamburg, Lübeck und Rostock nach Greifswald zurück, wo er sein Studium mit einer Dissertation abschloss. 1705 promovierte er zum Magister.
Johann Ludwig Würffel wurde zum Garnisonsprediger in Stettin bestellt, das damals ebenso wie Greifswald zu Schwedisch-Pommern gehörte. Da er wegen Streitigkeiten zwischen dem Generalsuperintendenten und dem Festungskommandanten seine neue Stelle nicht antreten konnte, reiste er 1709 zum schwedischen König Karl XII., der sich – es wurde der Große Nordische Krieg geführt – in Altranstädt aufhielt. Statt hier Unterstützung für seinen Amtsantritt in Stettin zu finden, wurde er zum Feldprediger in einem der schwedischen Regimenter bestellt. Der Krieg führte Würffel mit der schwedischen Armee bis nach Russland. Nach der Niederlage der Schweden in der Schlacht bei Poltawa folgte Würffel dem König ins türkische Exil nach Bender. Dort musste er sich viereinhalb Jahre aufhalten, da Karl XII. ihm die Heimreise nicht gestattete. Würffel stand beim König in hohem Ansehen. Der König wollte ihn zum Professor an der Universität Greifswald, Assessor des Greifswalder Konsistoriums und Pastor an der Marienkirche machen. Doch als 1711 Vorpommern und damit auch Greifswald von fremden Mächten besetzt wurde, wollte der König Würffel bei sich behalten. Im Handgemenge von Bender 1713 wurde Würffel von Janitscharen in die Sklaverei gebracht und später von einem englischen Diplomaten freigekauft. Über Moldawien, Siebenbürgen und Ungarn kehrte er nach Pommern zurück.
In Stettin wurde ihm vom Generalgouverneur Johann August Meyerfeldt die Vokation an die Deutsche Kirche in Göteborg in Aussicht gestellt, die er jedoch zugunsten einer Professur in Greifswald und einer Pfarrstelle an der Marienkirche ablehnte. Er geriet in Streit mit dem Theologieprofessor Heinrich Brandanus Gebhardi, den er des Pietismus beschuldigte. Beim schwedischen König war Würffel in Ungnade gefallen, weil er ohne dessen Zustimmung seine Ämter in Greifswald angetreten hatte, und musste nach der Rückkehr des Königs nach Schwedisch-Pommern im Jahre 1714 das Land verlassen. 
Nach der Besetzung des nördlichen Vorpommerns durch die Dänen 1715/1716 wurde Würffel auf Befehl des dänischen Königs Friedrich IV. wieder in seine Ämter eingesetzt. Im Rahmen der dänischen Übernahme Vorpommerns hielt Würffel am 12. Oktober 1716 in der Stralsunder Nikolaikirche die Lehnspredigt. Diese kann als „Meisterwerk frühneuzeitlicher Propaganda“ bewertet werden, missfiel aber dem dänischen König. 
In theologischen Streitfragen zeigte sich Würffel weiterhin unerbittlich und führte bis zu seinem Tod 1719 die Streitigkeiten mit Gebhardi fort. Er wurde am 16. Februar 1719 in der Marienkirche in Greifswald bestattet. 

## Familie
Johann Ludwig Würffel war verheiratet mit Polydore Augusta Tabbert, der Tochter des Theologen Matthäus Tabbert, und hatte mit ihr eine Tochter und einen Sohn.